# Mister Universo Venezuela 2016
El Mister Universo Venezuela 2016 fue la novena (9.º) edición del certamen Mister Universo Venezuela, cuya final se llevó a cabo el miércoles, 9 de noviembre de 2016 en el Teatro Principal de la Hermandad Gallega de la ciudad de Caracas, Venezuela. Candidatos de diversos estados y regiones del país compitieran por el título. Al final del evento, Luis Domingo Báez Mister Universo Venezuela 2015 de Delta Amacuro, entregó el trofeo a Jesús Zambrano de Táchira como el ganador. Él representará a Venezuela en el venidero Mister Universo 2017.

## Resultados
| Resultado final           | Candidata |
| ------------------------- | --- |
| Míster Universo Venezuela | - Táchira - Jesús Zambrano |
| Primer Finalista          | - Amazonas - Eric Ojeda |
| Segundo Finalista         | - Aragua - Julio Contreras |
| Tercer Finalista          | - Mérida - Alejandro Lárez |
| Cuarto Finalista          | - Miranda - Carlos Genatios |
| Semifinalistas (Top 15)   | - Anzoátegui - Luis Hernández - Barinas - Alejandro Caceres - Cojedes - Anthony Fontalvo - Distrito Capital - Nicols Márquez - Falcón - Julio Quintal - Guárico - Javier Contreras - Portuguesa - Miguel Torrealba - Sucre - Andrés Abello - Trujillo - Carlos Centeno - Yaracuy - Jaime McCausland |

## Premiaciones
| Premio                      | Candidato Ganador                     |
| --------------------------- | ------------------------------------- |
| Mister Prensa               | Falcón - Julio Quintal                |
| Mejor Cuerpo                | Portuguesa - Miguel Torrealba         |
| Sonrisa de Campeón          | Monagas - David Ocanto                |
| Mejor Compañero             | Yaracuy - Jaime McCausland            |
| Chico Wijo                  | Yaracuy - Jaime McCausland            |
| Fotogenico                  | Barinas - Alejandro Caceres           |
| Personalidad                | Sucre - Andrés Abello                 |
| Constancia                  | Dependencias Federales - Ender Madrid |
| Mister Evolución            | Roraima - Abdiel Lyons                |
| Mister Internet             | Mérida - Alejandro Lárez              |
| Mister Talento              | Canaima - Michael López               |
| Mister Crecimiento Personal | Táchira - Jesús Zambrano              |

### Jurado final
Estos son miembros del jurado que evaluaron a los semi y finalistas para elegir a Míster universo Venezuela 2016:
- Karina Jaimes, actriz y modelo.
- Lula Bertucci, actriz.
- Adriana Zekedorf, Miss Barinas 1977.
- Rita De Gois, Actriz y Miss Cojedes 1985.
- Fernanda Zabian, Miss Apure 2016.
- Diana Cordero, empresaria.
- Javier Delgado, Mister Handsome Venezuela 2006.
- Adriana Muñoz, Diseñadora de Modas.
- Jackeline Rodríguez, Finalista del Miss Universo 1991
- Miriam Ochoa, actriz.
- William Goite, actor.

## Candidatos
32 candidatos compitieran en el certamen.
(En la tabla se utiliza su nombre completo, los sobrenombres van entrecomillados y los apellidos utilizados como nombre artístico, entre paréntesis; fuera de ella se utilizan sus nombres «artísticos» o simplificados)
| Estado/Región           | Candidato                | Edad | Estatura (m) | Ciudad Natal          |
| ----------------------- | ------------------------ | ---- | ------------ | --------------------- |
| Amazonas                | Eric Ojeda               | 20   | 1,89 m       | Caracas               |
| Anzoátegui              | Luis Hernández           | 21   | 1,85 m       | Colonia Tovar         |
| Apure                   | Joel Amundarain          | 20   | 1,81 m       | San Fernando de Apure |
| Aragua                  | Julio César Contreras    | 26   | 1,77 m       | Guanare               |
| Barinas                 | Alejandro Caceres        | 27   | 1,90 m       | Mérida                |
| Bolívar                 | Álvaro Rey               | 23   | 1,87 m       | Caracas               |
| Canaima                 | Michael López            | 25   | 1,78 m       | Caracas               |
| Carabobo                | Kervin Sosa              | 24   | 1,78 m       | Valencia              |
| Cojedes                 | Anthony Fontalvo         | 25   | 1,75 m       | Caracas               |
| Costa Oriental          | Nelson Yendis            | 27   | 1,75 m       | Cabimas               |
| Delta Amacuro           | Juan Manuel Zamora       | 28   | 1,80 m       | San Félix             |
| Dependencias Federales  | Ender Madrid             | 25   | 1,74 m       | San Félix             |
| Distrito Capital        | Nicols Márquez           | 24   | 1,86 m       | Caracas               |
| Falcón                  | Julio Quintal            | 20   | 1,77 m       | Mene de Mauroa        |
| Guárico                 | Javier Contreras         | 25   | 1,78 m       | Valle de la Pascua    |
| Guayana                 | Roner Piñango            | 21   | 1,74 m       | Caracas               |
| Lara                    | Andrés Liscano           | 27   | 1,80 m       | San Felipe            |
| Mérida                  | Luis Alejandro Lárez     | 24   | 1,76 m       | Tovar                 |
| Miranda                 | Carlos Eduardo Rodríguez | 18   | 1,75 m       | Los Teques            |
| Monagas                 | David Ocanto             | 25   | 1,80 m       | Carrizal              |
| Nueva Esparta           | Luis Daniel Mejias       | 22   | 1,85 m       | Caracas               |
| Península de Araya      | Felice Cucolo            | 18   | 1,85 m       | Cumaná                |
| Península de Paraguaná  | Christian Ahumada        | 20   | 1,83 m       | Mene de Mauroa        |
| Península de La Guajira | Wilder Mendoza           | 25   | 1,80 m       | Cabimas               |
| Portuguesa              | Miguel Torrealba         | 21   | 1,87 m       | Caracas               |
| Roraima                 | Abdiel Lyons             | 28   | 1,87 m       | Caracas               |
| Sucre                   | Marbin Abello            | 27   | 1,89 m       | Cumaná                |
| Táchira                 | Jesús Zambrano           | 24   | 1,84 m       | Rubio                 |
| Trujillo                | Carlos Centeno           | 25   | 1,89 m       | Maracay               |
| Vargas                  | Ricardo Ramos            | 27   | 1,89 m       | Mérida                |
| Yaracuy                 | Jaime McCausland         | 24   | 1,82 m       | Valencia              |
| Zulia                   | Julio Salazar            | 23   | 1,88 m       | Cabimas               |

### Relevancia Histórica
- Táchira gana Mister Universo Venezuela por primera vez.

### Otros datos significativos
- El ganador se llama Jesús Zambrano igual que el Mister Venezuela Mundo 2012 y ambos nacieron en el estado Táchira.

## Sobre los estados y/o regiones en Mister Universo Venezuela 2016

### Estados y/o regiones ausentes
(en relación a la edición anterior)
- Municipio Libertador, no estuvo representado en esta edición.

### Estados y/o regiones que debutan
- Guayana, estará representado por primera vez.